# Hansenius mirabilis
Espèce
Hansenius mirabilis est une espèce de pseudoscorpions de la famille des Cheliferidae.

## Distribution
Cette espèce est endémique de Tanzanie. Elle se rencontre vers Morogoro.

## Publication originale
- Beier, 1933 : Two new species of Cheliferinea (Pseudoscorpionidae). Annals and Magazine of Natural History, sér. 10, vol. 11, p. 644-647.